# Super Outbreak
Vous lisez un « bon article » labellisé en 2010.
Le Super Outbreak est l'éruption de tornades la plus importante jamais enregistrée en 24 heures aux États-Unis avant 2011. Du 3 au 4 avril 1974, 148 tornades frappèrent treize États ainsi que l'extrême Sud-Ouest de l'Ontario au Canada, sur 1 440 km2 de territoire, la plus grande partie se trouvant entre le Michigan et l'Alabama. Une de ces tornades a été reclassée en 1981 comme micro-rafale ce qui en laissait 147.
Cet événement dépassait de loin tout autre épisode d'orages violents dans l'histoire américaine, touchant les populations de l'Illinois, de l'Indiana, du Michigan, de l'Ohio, du Kentucky, du Tennessee, de l'Alabama, du Mississippi, de la Géorgie, de la Caroline du Nord, de la Virginie, de la Virginie-Occidentale et de l'État de New York.
L’éruption de tornades du 25 au 28 avril 2011 a finalement dépassé ce record sur 24 heures, avec 175 tornades, du 27 au 28 avril. Cependant le Super Outbreak de 1974 détient toujours le record du plus grand nombre de tornades F5 en une seule journée, avec sept.

## Situation météorologique

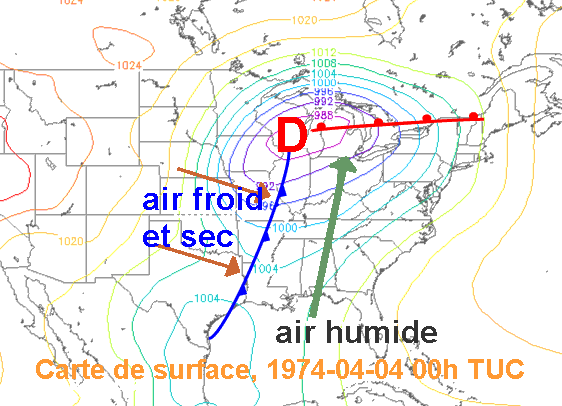
Carte météorologique de surface de locale le 3 avril 1974 (0 h TUC le 4 avril) montrant la dépression avec un front chaud (en rouge) et un front froid (en bleu)

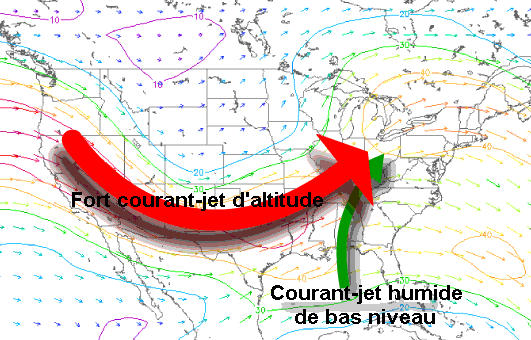
Carte météorologique montrant un fort courant-jet d'ouest en haute altitude, au sud-ouest de la dépression de surface, et un courant-jet de bas niveau du sud dans son secteur chaud

Le 1er avril 1974, une importante dépression s'est développée dans les Grandes Plaines d'Amérique du Nord alors que se formait en altitude un vaste creux barométrique sur le centre du continent. Traversant la vallée du Mississippi et celle de l'Ohio, la dépression permit à de l'air doux et humide d'être aspiré depuis le Golfe du Mexique pendant que de l'air arctique s'amassait à l'arrière. De plus, un courant-jet de 140 nœuds amenait de l'air sec en altitude. Pendant que la température de surface était près du point de congélation à l'ouest de la dépression, la température était de 15 à 20 °C dans l'air remontant la vallée du Mississippi. Ce différentiel de température contribua à creuser la dépression qui atteignit la pression de 983 hPa le 2 avril. Plus elle se creusait et plus la différence augmentait. La température atteignait de 20 à 26 °C, du nord au sud, dans le secteur chaud durant l'éruption du 3 avril.
Dès le premier avril, plusieurs tornades de force F2 (vents de 120–180 km/h) et F3 (180–250 km/h), sur l'échelle de Fujita, passèrent dans la vallée de l'Ohio et au sud, trois de celles-ci faisant des victimes au Kentucky, en Alabama et au Tennessee et une F3 démolit une partie de la ville de Campbellsburg (Kentucky). Les météorologues du service météorologique américain envisagèrent immédiatement un risque de développement massif d'orages violents dans le secteur chaud pour le 3 avril. Le Storm Prediction Center, alors à Kansas City, avait demandé aux bureaux locaux de la plupart des régions qui seraient affectées d'avoir leurs radars météorologiques prêts à suivre le temps dès le 2 avril. L’ampleur du phénomène a dépassé leurs prévisions les plus pessimistes.
Dès l'aube du 3 avril, bien avant le début officiel de l'éruption, une tornade fut signalée en Indiana. Des veilles météorologiques furent émises pour la région au sud des Grands Lacs pendant que la neige tombait encore dans le Nord du Midwest des États-Unis et qu'une pluie abondante arrosait le Michigan et l'Ontario. En début de l'après-midi, Saint-Louis (Missouri) connaissait des orages violents donnant des grêlons de plus de 5 cm de diamètre (grosseur de balles de baseball), mais aucune tornade,. De nombreux orages supercellulaires et multicellulaires apparaissaient ensuite un peu partout au centre de l'Illinois et près des Appalaches, du Tennessee à l'Alabama.

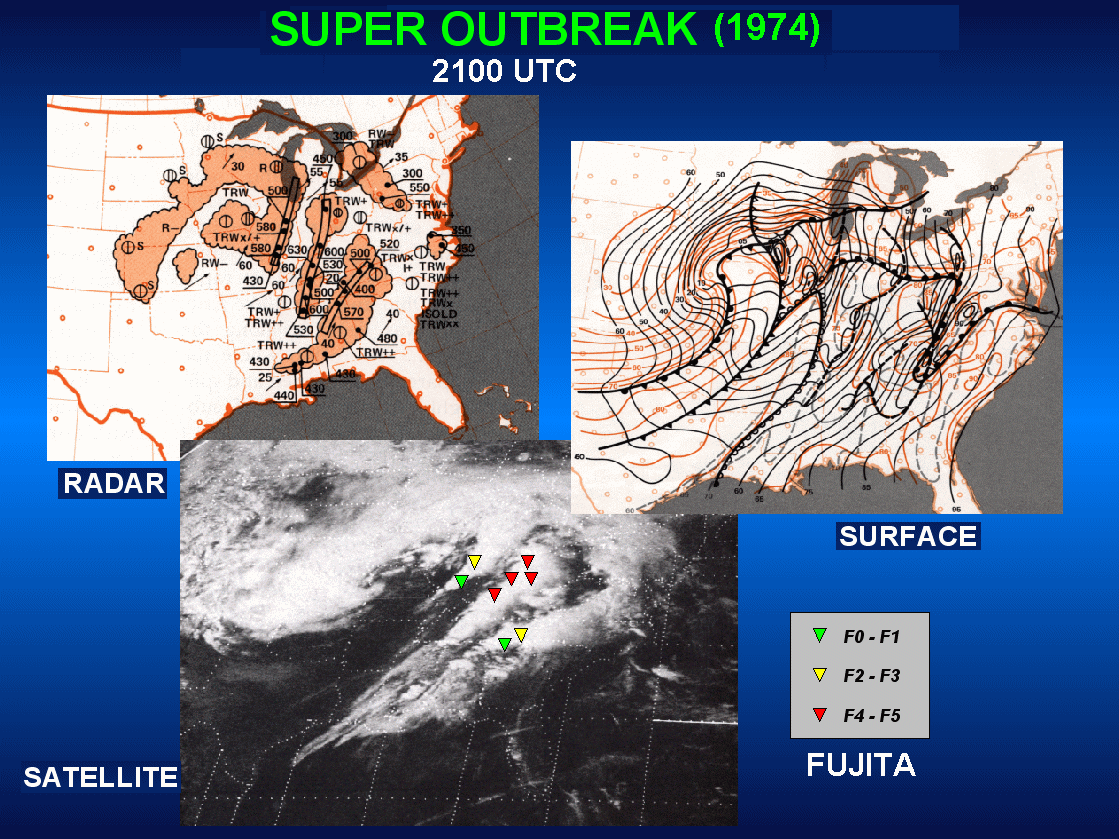
Analyse radar, satellite et carte de surface à 21 h TUC (16 h du Centre) le 3 avril 1974. On peut remarquer trois bandes parallèles à droite qui forment trois longues lignes orageuses

L'éruption débuta peu après. Toutes les tornades furent l'œuvre de trois lignes d'orages supercellulaires dans le secteur chaud à des distances diverses du front froid : la première traversant le centre et le sud de l'État de l'Ohio, la seconde passant sur le sud de l'Indiana et la dernière affectant une zone allant du Nord du Kentucky à l'Alabama. On peut voir l'organisation de ces lignes sur l'image de droite ; sur l'image du satellite météorologique, on peut voir des triangles de diverses couleurs montrant la position des groupes de tornades avec leur intensité alors que l'image des radars météorologiques montre l'organisation linéaire.
Les pires orages se développèrent dans la vallée de l'Ohio entre 15 h 30 et 18 h 30 locale alors que quatre des sept tornades F5 signalées (vents équivalents à plus de 420 km/h) durant les deux jours s'y produisirent. Les orages provoquèrent également des tornades meurtrières dans le Nord de l'Indiana, le Sud du Michigan et à Windsor (Ontario) entre 18 h et 22 h locale. Le Michigan subissait en même temps de la pluie torrentielle sous orage dans le sud et une tempête de neige sur sa péninsule nord.
L'activité orageuse principale se déplaça dans le Nord de l'Alabama, le centre du Tennessee et l'Est du Kentucky en soirée. Plusieurs de ces tornades furent signalées sur le plateau de Cumberland. Finalement, au cours de la nuit, les orages se déplacèrent vers les Appalaches et les dernières tornades se produisirent sur les États de l'Est aux premières heures du matin le 4 avril.
Une étude faite en 2004 par Risk Management Solutions, une compagnie d'évaluation des risques pour les assureurs, basée sur l'enquête antérieure du docteur Tetsuya Théodore Fujita, a conclu que les 147 tornades furent le fruit de trente familles de tornades et non d'orages individuels. La plupart des tornades avaient été associées à des orages supercellulaires de très longue vie et non à des lignes de grain.

## Les tornades
Le Super Outbreak demeure la plus grande éruption de tornades aux États-Unis. Il s'agissait également à l'époque du plus grand nombre de tornades de force F5 (7 tornades) et F4 (24 tornades) simultanées. Au plus fort, seize tornades avaient été signalées en même temps. Le prévisionniste émettant les alertes à la population en Indiana fut dépassé par les événements et décida d'émettre un bulletin couvrant toutes les régions de l'État ; c'est la première fois que le National Weather Service a eu recours à un tel expédient. Après dix-huit heures d'activité continue, une dernière tornade frappa le comté de Caldwell en Caroline du Nord à 7 h du matin le 4 avril. Quelques autres tornades s'ajoutèrent dans l'après-midi du 4 avril. Au total 330 personnes perdirent la vie et 5 484 furent blessées par 147 tornades et localement par des rafales descendantes. Les dommages se sont élevés à 600 millions $US de 1974 (plus de 3 milliards $US en 2010). La Croix-Rouge américaine a mentionné que plusieurs des victimes sont mortes de crises cardiaques plutôt que des effets directs.
| Total | F0 (60–120 km/h) | F1 (120–180 km/h) | F2 (180–250 km/h) | F3 (250–330 km/h) | F4 (330–420 km/h) | F5 (420–510 km/h) |
| ----- | ---------------- | ----------------- | ----------------- | ----------------- | ----------------- | ----------------- |
| 148,  | 21               | 31                | 30                | 35                | 24                | 7                 |

| État      | Nombre | Morts | Blessés | Dégâts ($US de 1974)  |
| --------- | ------ | ----- | ------- | --------------------- |
| Alabama   | 8      | 86    | 949     | 50 millions           |
| Géorgie   | 7      | 17    | 104     | 15 millions           |
| Illinois  | 13     | 2     | 20      | 11 millions           |
| Indiana   | 20     | 49    | 768     | >100 millions         |
| Kentucky  | 26     | 77    | 1 377   | 110 millions          |
| Ohio      | 9      | 41    | 2 000   | >150 millions         |
| Tennessee | 28     | 50    | 635     | 30 millions           |
| Province  | Nombre | Morts | Blessés | Dégâts ($Can de 1974) |
| Ontario,  | 1      | 8 à 9 | 20 à 30 | 0,5 million           |

### Michigan et Ontario
Quelques tornades frappèrent le Michigan entre 19 h 30 et 21 h 30. La pire d'entre elles entra par l’Indiana vers 19 h 30 et frappa le long d’une ligne à l’ouest de Hillsdale (Michigan) et du lac Clark dans le comté de Jefferson. Elle fit trois morts et entre 31 et 37 blessés, la plupart dans la destruction de leur maison mobile. Une autre tornade passant au sud de Détroit (Michigan) entra dans la province canadienne de l’Ontario. Elle passa dans le centre-ville de Windsor tuant huit personnes et blessant vingt autres,. Il s’agit d’une des plus meurtrières à avoir frappé cette province. Elle passa à seulement cent mètres de la trajectoire d’une autre tornade qui fit dix-sept morts en 1946.
L’orage arriva, donnant des pluies torrentielles et de nombreux éclairs vers 20 h. Cette F3 toucha d’abord le centre commercial Devonshire et endommagea fortement un magasin en construction. Il n’y avait personne à l’intérieur et les dommages ne furent donc que matériels. L’entonnoir quitta le sol momentanément pour traverser une autoroute et frappa ensuite l’usine de peinture en rénovation de la compagnie automobile Chrysler Canada. Il n’y avait que deux gardiens de nuit en faction à l’usine et ils purent se réfugier dans un abri avant que la tornade n’emportât le toit.
Le vortex ensuite traversa un terrain vague avant de frapper le Windsor Curling Club à 20 h 9 locale. Le toit fut soufflé et le mur arrière s’effondra. Les gens à l’intérieur participaient à un tournoi (bonspiel) de curling et n’avaient pas été informés des évènements extérieurs,. Huit de ces personnes sont décédées alors qu’une femme survécut alors qu’elle entrait par la porte arrière. Elle put agripper la poignée jusqu’à ce qu’un sauveteur non identifié pût la saisir par le bras.
Durant la journée du 3 avril, différentes alertes à la tornade avaient été émises par le Weather Bureau (WB) pour la région de Détroit, dont une pour la tornade qui se dirigeait vers Windsor. De son côté le service canadien avait émis une alerte d'orages violents pour de la grosse grêle et des vents violents de plus de 100 km/h, mais la possibilité de tornade n'était pas spécifiquement mentionnée. Dès le signalement de la tornade par la police, une alerte fut émise dans un délai de 5 minutes pour les régions en aval. Les médias de la ville, recevant les bulletins du WB américain, avaient quand même prévenu la population par des alertes 19 minutes avant les évènements, mais celles-ci avaient été souvent perçues comme étant peu fiables.
En plus de la tornade, Windsor reçut environ 150 mm de pluie, ce qui a causé des inondations. Le Michigan a également subi des pluies torrentielles dans le Sud et de la neige abondante dans le Nord.

### États du Midwest
Illinois

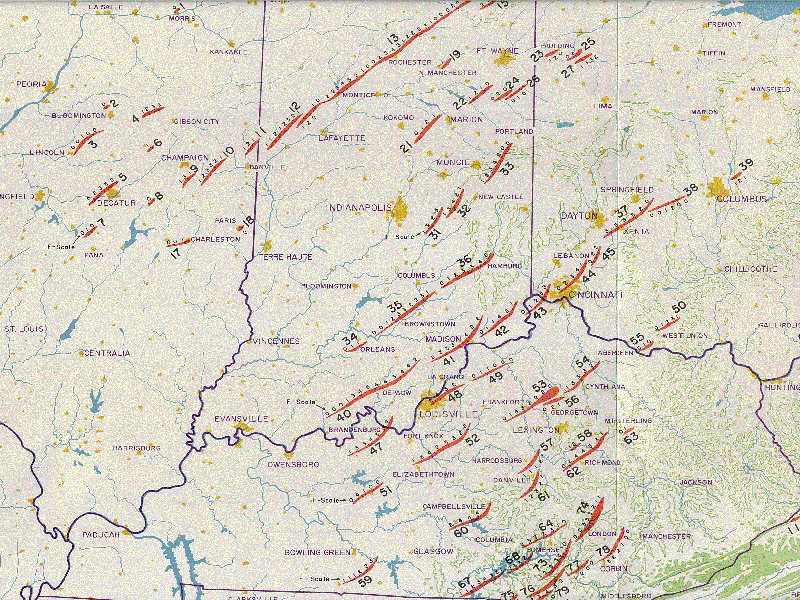
Trajectoire des tornades en Indiana, Illinois, Ohio et Kentucky

Treize tornades ont tué deux personnes et blessé vingt autres en Illinois entre 14 h 7 et 17 h locale (20 h 7 et 23 h TUC) le 3 avril. Six de celles-ci, frappant les comtés de Logan, McLean, Macon, Champaign et Vermilion, les autres ont été d'intensité moindre. Les deux morts sont survenues quand leurs maisons mobiles furent détruites, la première à Decatur à 14 h 40 et l’autre à Tolono (comté de Champaign) à 15 h 38.
Indiana
La plus grande éruption de tornades de l’histoire de l’Indiana avait commencé à 14 h 20 locale (20 h 20 TUC) dans la partie centre-sud de l’État et s'était terminée peu avant 20 h dans le Nord-Est. Vingt tornades, dont certaines ayant plusieurs entonnoirs nuageux, firent 49 morts (dont neuf dans des maisons mobiles), 768 blessés et mirent 5 966 familles sans abris. Trente-neuf comtés ont rapporté des dommages.
Kentucky
Entre 15 h 30 (21 h 30 TUC) le 3 avril et minuit (6 h TUC) le 4 avril, vingt-six tornades meurtrières ont frappé 39 comtés du Kentucky, soit le pire évènement orageux de l’État. Les dommages s'étendirent le long d’un corridor de 250 km le long d’un axe nord-sud au centre de l’État. Soixante-dix-sept personnes perdirent la vie et 1 377 furent blessées. Les dommages se sont élevés à 110 millions $US de 1974. Plus de 6 000 familles furent jetées sur le pavé et entre 1 800 et 2 000 fermes furent touchées.
La première tornade causa les plus grands dommages, commençant à 8 km au sud-ouest de Hardinsburg (comté de Breckinridge) à 15 h 40 ; elle atteignit le niveau de F5 et tua trente-et-une personnes, dont des écoliers en récréation, à Brandenburg (comté de Meade). Dans l’heure suivante, cinq autres tornades ont frappé du nord au sud de l’État, dont une à Louisville, la ville principale. L’activité orageuse s’était poursuivie jusqu’en soirée dans l’Est et le Sud. La dernière tornade se produisit vers minuit dans le comté de Pulaski.
Ohio
L’Ohio fut surtout frappé entre 15 h et 17 h 30 locale (21 h et 23 h 30 TUC) par des tornades qui firent quarante-et-un morts, 2 000 blessés et causèrent des dommages à 7 000 maisons. La F5 de Xenia (Ohio) (trace no 37 dans l'image) a frappé à 16 h 40 locale (21 h 40 TUC), tuant trente-quatre personnes, blessant 1 150, détruisant un quart de la ville et endommageant sérieusement un autre quart. Elle fut l’une des plus intenses de toute la journée. Une heure après cette tornade, trois autres tourbillons frappèrent les banlieues nord et ouest de Cincinnati, certaines avec des entonnoirs doubles (37, 44 et 45). Cinq faibles tornades terminèrent la journée en Ohio entre 19 h et 19 h 30 locale dans les comtés de Paulding, Putnam, Brown et Adams.

#### Tornades de Monticello
La plus meurtrière et spectaculaire de ces tornades est celle qui avait débuté près de Monticello (Indiana) (numéros 12 et 13 sur l'image). Elle atteignit le niveau de F4 et un diamètre de 800 mètres, provoquant le plus de dommages de tout le Super Outbreak. Elle faisait partie d’une famille de tornades qui était passée de l’Illinois au Michigan, connues sous le même nom général. La tornade de Monticello s’était formée près d’Otterbein dans le comté de Benton, dans le centre de l’État, et s’était dirigée vers le nord-est. La trajectoire a été initialement évaluée à 194 km mais une étude du docteur Fujita a montré que des rafales descendantes de l’orage avaient perturbé le courant ascendant dans le nuage ce qui a coupé le vortex. Mais un nouvel entonnoir se fut rapidement formé près de Brookston dans le comté de White (Indiana) à 16 h 50 locale. Cette tornade parcourut 174 km avant de se dissiper, juste au nord-ouest de Fort Wayne.
Le comté le plus touché fut celui de White, où se trouve Monticello. Cette dernière ville fut pratiquement rasée, incluant l’hôtel de ville, des églises et cimetières, quarante commerces, trois écoles. De plus le pont ferroviaire enjambant la rivière Tippecanoe fut sérieusement endommagé. Les dommages estimés par le National Weather Service, se montèrent à 250 millions $US de 1974 dont 100 millions $US à Monticello. On avait dénombré dix-neuf morts avec cette seule tornade, dont cinq de Fort Wayne quand leur minibus fut projeté dans la rivière Tippecanoe, 15 mètres en contrebas,.
La cloche centenaire de l’horloge du palais de justice du comté de White put être retrouvée intacte alors qu'elle fut projetée à une grande distance.

#### Tornades de DePauw et Madison
Parmi les tornades F5 répertoriées durant le Super Outbreak, la tornade de DePauw, en Indiana, fut la première à frapper vers 15 h 20 local. Cependant, elle est moins connue car elle avait affecté un milieu rural du sud de l’État, traversant les comtés de Perry et Harrison sur une distance de 104 km. DePauw fut le principal centre touché mais les communautés de Palmyra, Martinsburg, et Borden le furent également. Par exemple, toutes les maisons de Martinsburg, sauf une dizaine, furent détruites. Les photographies de la tornade montrent un mur de nuages et un champ de débris très larges mais souvent l’entonnoir nuageux était invisible. Six personnes sont mortes et plus de soixante-quinze furent blessées par cette tornade, la seule F5 à avoir eu un diamètre de plus de 1,6 km.
Peu de temps après sa fin, une F4 s’était formée dans la région de Hanover/Madison et avait traversé le comté de Jefferson (Indiana). Elle fit onze morts et 300 blessés. La tornade a détruit ou endommagé sérieusement 90 % de la petite communauté de Hanover, selon WHAS-TV de Louisville, incluant le collège dont 32 des 33 édifices furent touchés pour des dommages estimés à 10 millions $US de 1974. Le même orage qui produisit cette tornade se dirigea ensuite vers Cincinnati où il enfanta plusieurs aux tornades, incluant une F5.

#### Tornades de Cincinnati/Sayler Park
La tornade qui avait frappé Cincinnati ce jour-là fut l’une des deux F5 dans les annales à avoir traversé trois États aux États-Unis, soit le Sud de l'Indiana, le Nord du Kentucky et l’Ouest de Ohio. Cette tornade faisait partie d’une famille de tornades ayant frappé ces régions également.
Vers 16 h 30 locale (21 h 30 TUC), l'entonnoir s’était formé dans le sud-est de l’Indiana, au nord de la ville de Rising Sun près de la rivière Ohio. Il traversa la frontière dans le comté de Boone (Kentucky) avant d’atteindre son maximum en passant en Ohio dans la région métropolitaine de Cincinnati. La banlieue la plus touchée fut celle de Sayler Park quand la tornade devenue une F5 rasa cette zone de terrain ondulé près d’un lac. Bridgetown, Mack, Dent et Delhi furent également touchés. Dans ce dernier cas, les dommages avaient été estimés à ceux d’une F4. Une autre tornade F4 venant du même orage frappa ensuite Montgomery et Mason. Les deux ensembles firent quatre morts.

#### Tornade de Xenia

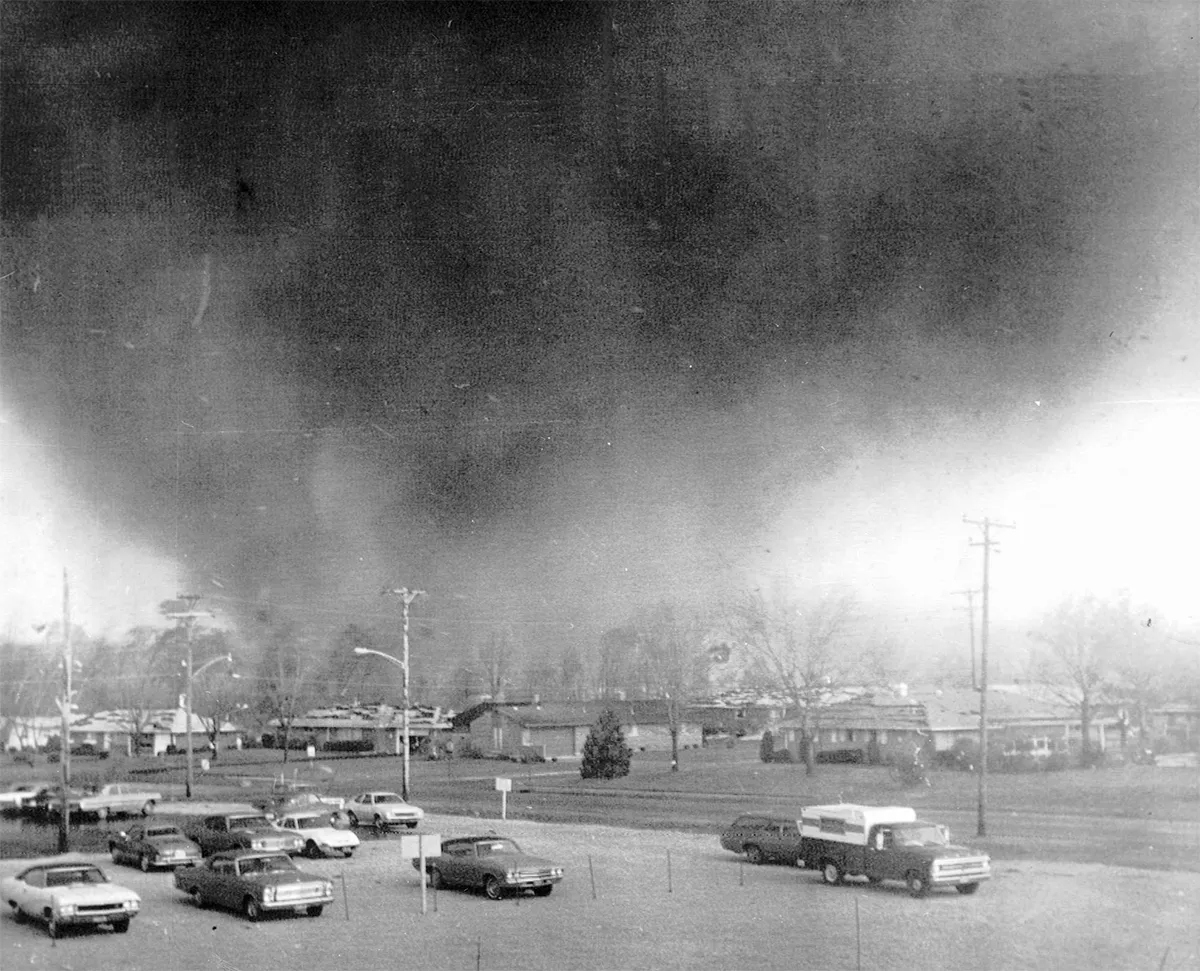
Tornade frappant le centre-ville de Xenia, Ohio. Elle est à ce moment-là de force F5 et a un diamètre de 800 mètres

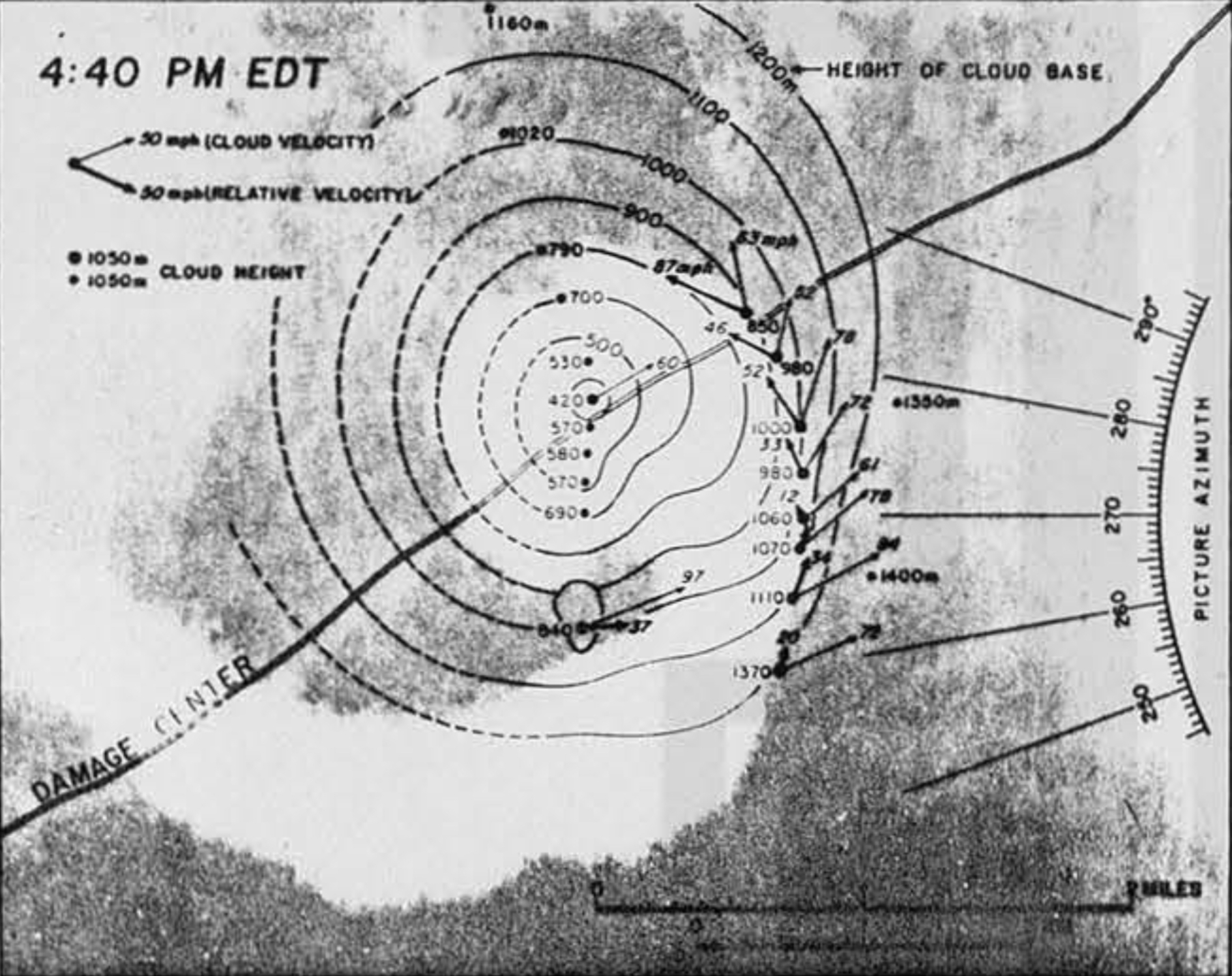
Image radar de l'écho en crochet (en blanc) associée avec la passage de la tornade.

La tornade qui frappa la ville Xenia en Ohio fut la plus meurtrière de toute l’éruption de tornades du 3-4 avril 1974, tuant trente-deux personnes et détruisant une bonne partie de la ville. Environ 1 150 personnes furent blessées à Xenia. Elle a été l’une des deux F5 en Ohio durant le Super Outbreak, l’autre a frappé le secteur de Sayler Park à Cincinnati. La tornade avait parcouru une trajectoire de 48 km et atteignit un diamètre de 0,8 km. Le même orage avait produit une seconde tornade plus faible au nord-est de Columbus.
Elle s’était formée près de Bellbrook (Ohio), au sud-ouest de Xenia, vers 16 h 30 locale et s’ intensifia en se dirigeant vers le nord-est à 80 km/h,. Un automobiliste qui la filma à son début nota qu’il s’agissait de deux entonnoirs qui s'étaient unis. Le météorologue de la station de télévision WHIO-TV de Dayton mit en ondes les images du radar météorologique local. Celles-ci montraient un écho en crochet typique des orages super-cellulaires tornadiques. Il avait ainsi réussi à prévenir ses auditeurs des comtés de Montgomery et Greene du danger, quelques précieuses minutes avant les événements de Xenia.
À 16 h 40, la tornade atteignait Xenia, détruisant tout sur son chemin, les édifices, les maisons, l’école secondaire et certaines églises,. Environ 1 400 édifices, environ la moitié de la ville, furent détruits ou fortement endommagés pour une perte estimée de 100 millions $US de 1974. Des wagons furent soulevés et soufflés quand le vortex travers la route d’un train de marchandises de la compagnie Penn Central au centre-ville. Les quartiers les plus touchés ont été ceux d'Arrowhead et Windsor Park, près de la route nationale 68, mais le centre-ville a aussi subi de nombreux dommages.

Un résident de 16 ans, Bruce Boyd, put filmer 1 minute et 42 secondes du passage de la tornade grâce à sa caméra Super 8. Un autre résident, près de là, avait mis en marche son magnétophone, juste un peu avant que la tornade ne frappât la bâtisse et qu'il partît se mettre à l’abri. Retrouvé dans les débris, il avait continué à fonctionner un certain temps et le son de la tornade a pu être rendu public. L’audio et la vidéo ont été combinés plus tard pour faire un film que l’on trouve sur YouTube. Sur ce dernier on peut voir clairement les tourbillons multiples de tornade.
Des photographies furent également prises montrant que la tornade s’était élargie en traversant la ville alors qu’elle passait en catégorie F5. En sortant de Xenia, elle fut passée sur le campus de l’université de Wilberforce et celui de Central State University, causant là encore des dommages importants. La tornade s’était ensuite dissipée près de South Vienna dans le comté de Clark.
Le président Nixon fit une visite surprise quelques jours après les évènements, la seule dans une ville affectée par l’éruption, et déclara la région zone sinistrée même si la loi le permettant n’était pas encore adoptée par le Congrès. Il fallut plusieurs mois pour déblayer et réparer les dommages. La Croix-Rouge et les réservistes de la Garde nationale de l’Ohio ont largement participé à cet effort. Deux réservistes de l’armée de l’air sont morts dans l’incendie de leur baraquement temporaire le 17 avril alors qu’ils travaillaient au secours.
Avant les évènements, la ville n’avait pas de sirène d’alerte. Dix furent installées après les évènements. Xenia fut frappé à nouveau par une tornade de force F4 en septembre 2000, tuant deux personnes et blessant une centaine. Sa trajectoire était un peu au nord de celle de 1974. Un monument aux victimes a été construit près de l’hôtel de ville.

### États du Sud
Alabama

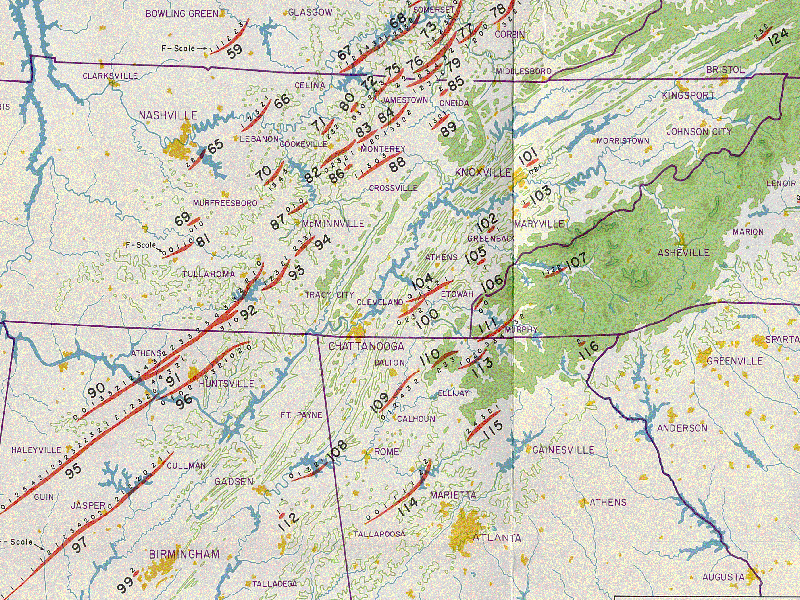
Carte des trajectoires des tornades dans les États du Sud

En fin d’après-midi et durant la soirée le 3 avril, au moins huit tornades eurent touché l’Alabama, Quatre d’entre elles furent extrêmement violentes et de longue durée. Elles causèrent la mort de quatre-vingt-six personnes, et blessèrent 949 et firent pour 50 millions $US de dommages (de 1974). Seize comtés du Nord de l’État furent ainsi durement touchés.
Vers 16 h 30 locale (22 h 30 TUC), une tornade brève provoqua quelques dégâts dans la région de Concord, environ 15 kilomètres à l’ouest de Birmingham (trace 99). Moins d’une heure plus tard, une seconde coupa le courant dans la région de Jacksonville (comté de Calhoun) (no 112). À 18 h 30, la troisième tornade faisait vingt blessés dans le comté de Cherokee (no 108). L’intensité orageuse augmenta en se dirigeant vers le nord-ouest et la première tornade majeure frappa près de Newburg (comté de Franklin) a peu près au même moment (no 90). Elle avait parcouru près de 150 kilomètres avant d’entrer au Tennessee. Elle avait tout détruit sur son passage, en particulier la communauté de Tanner dans le comté de Limestone. Une seconde tornade du même type suivit sur 32 kilomètres le même chemin, parfois à moins de quelques pâtés de maisons, à moins de trente minutes d’intervalle ce qui rendit l’arrivée des secours difficile (no 91). Plus de la moitié des décès et blessures est due à ce duo.
Plus au sud, d’autres tornades tracèrent leur chemin dans les comtés de Pickens, Walker et Cullman entre 19 h et 21 h (no 97). Juste comme ces vortex se dissipaient, une nouvelle salve de tornades reprenait près de la frontière ouest avec l’État du Mississippi. L’une d’elles (no 95) fut particulièrement violente, celle qui était passée à Guin à 21 h 4.
Géorgie
Sept tornades avaient frappé treize comtés du Nord de la Géorgie en deux vagues. Passant dans des secteurs ruraux, elles tuèrent quand même dix-sept personnes et firent pour 15 millions $US de dommages. La première vague (no 113) avait débuté à 14 h locale et fut brève, la seconde avait commencé vers 18 h pour se terminer vers 21 h. Dans cette seconde vague, les tornades no 114 et 109 ont tué neuf personnes et fait 6,3 millions $US de dégâts.
Tennessee
Au moins vingt-huit tornades touchèrent dix-neuf comtés du centre et de l’Est du Tennessee entre le début de l’après-midi du 3 avril et le matin du 4. Cinquante personnes sont mortes, 635 furent blessées et les pertes se sont montées à 30 millions $US de 1974. La première tornade frappa à 14 h locales (20 h TUC) dans un secteur rural de l’Est du Tennessee. Deux heures plus tard, la petite ville de Cleveland subissait un coup direct. Le même entonnoir poursuivait sa route et frappait ensuite Etowah, détruisant une bonne partie du centre-ville.
Après un couple de faibles tornades, l’action s’était ensuite déplacée à 17 h locale vers le centre de l’État (numéro 100 dans l'image). À 18 h, deux tornades frappèrent la région de Nashville, l’une à l'est-nord-est et l’autre au sud, faisant peu de dégâts (66 et 81). Entre le coucher du soleil et minuit, une succession de dix-huit tornades s'était développée le long d’un corridor étroit, 80 km à son plus large, dans l’Est de l’État entre la frontière du Kentucky et celle de l’Alabama. Ce sont ces tornades qui sont responsables de la majorité des décès.

#### Tornades de Jasper, Guin et Huntsville, Alabama
Pendant que des tornades dévastaient le Nord-Ouest de l’Alabama, une nouvelle super-cellule traversait la frontière Mississippi-Alabama et touchait le comté de Pickens. Cette F4 a continué durant près de deux heures de faire des ravages en se dirigeant vers la petite ville de Jasper qu’elle frappa vers 20 h locale. L’entonnoir a fait trois morts et plus de 15 blessés, a détruit cinq cents édifices et endommagés près de quatre cents autres.
Au même moment, une troisième cellule orageuse traversait la frontière et suivait une trajectoire similaire aux premières. Elle a donné la F5 qui est la tornade qui a duré le plus longtemps durant tout le Super Outbreak. Elle s’était formée à 20 h 50 (heure locale) près de la frontière, parcourut environ 160 km jusqu’à Huntsville avant de se dissiper à 22 h 30. L’orage avait également donné de la grosse grêle et des rafales descendantes aux alentours de Starkville, Mississippi. Cette tornade est connue comme celle de Guin (Alabama) pour les dommages qu’elle a causés dans cette ville, tuant vingt-trois personnes dans la ville et la laissant en ruines.
La partie sud de Huntsville fut frappée par une tornade F3 venant du même orage super-cellulaire. Près de 1 000 structures de tous genres furent détruites. La tornade s'était ensuite déplacée sur le Monte Sano qui est un plateau à 492 mètres d’altitude,. Le bureau du National Weather Service à l’aéroport international de Huntsville dut être évacué brièvement à cause de la menace.

### Ailleurs
Dans les États du Missouri, du Mississippi, de New York, de Virginie-Occidentale, de Virginie et des deux Caroline, des tornades avaient été signalées, mais leurs effets ont été limités, sauf pour sept morts en Caroline du Nord. Par contre, la grêle et les vents violents avaient causé des dommages importants. Par exemple, à Saint-Louis, de la grêle de plus de 5 cm de diamètre (grosseur de balles de baseball) et les vents ont fait pour 45 millions $US de dégâts, ainsi que vingt-cinq blessés. Il y eut également des lignes de grains dont l’une avait causé la mort de deux personnes en Virginie.

## Enquête

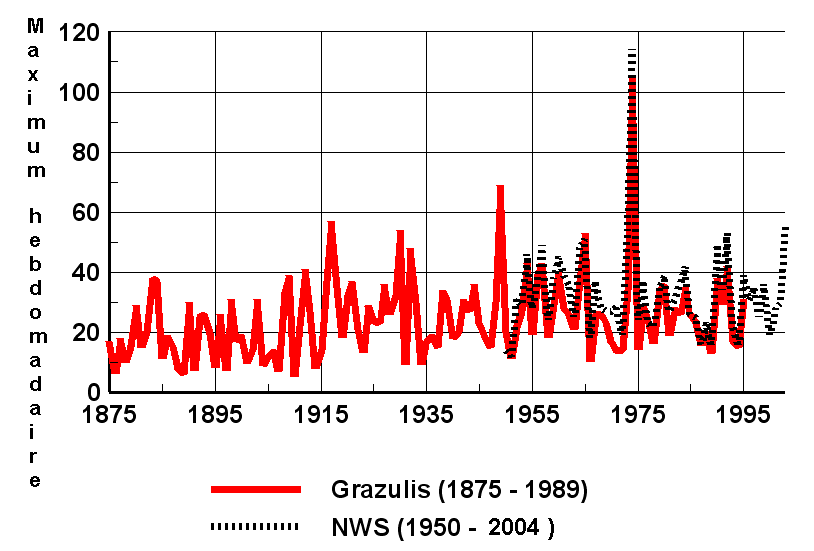
Graphique montrant le maximum hebdomadaire de tornades de F2 et plus aux États-Unis. Il fait ressortir le caractère exceptionnel du Super Outbreak dans le pic de 1974

Le docteur Tetsuya Théodore Fujita, très connu pour l'échelle de classement des tornades publiée en 1971, a pris lui-même la tête de l’équipe d’enquête sur l’éruption de tornades. Durant près de dix mois, les chercheurs répertorièrent les dommages, incluant le type et la solidité des constructions (voir échelle de Fujita), fait des survols pour déterminer la trajectoire exacte de chaque tornade et recueillis des témoignages. Ces données furent résumées dans les différentes cartes de cet article où il est montré non seulement le tracé des tornades mais la variation d'intensité durant leur vie, l'original ayant été publié par l'Université de Chicago. De plus, il étudia les films amateurs, comme celui de la tornade de Xenia, et put en tirer des informations précieuses sur ce phénomène. En raison du très grand nombre de tornades, et de la variété d'intensité, l'enquête a également permis de donner de nouvelles preuves infirmant certaines croyances à propos des tornades.
La première de celles-ci voulait qu'une tornade ne pût frapper la région de confluence de deux cours d'eau importants, alors que la ville de Cairo (Illinois), à la jonction de l'Ohio et du Mississippi avait durement été touchée. La seconde croyance voulait que les tornades épargnassent les lieux élevés, alors que la tornade de Guin (Alabama) gravit une pente raide de près de 300 mètres du Monte Sano tout en s'intensifiant et d'autres eurent traversé des ravins de 1 000 mètres.
Les compagnies d'assurance ont utilisé ces données pour estimer les pertes économiques des évènements de tornades et de rafales descendantes. Par exemple, l'échelle de Fujita étant reliée aux dommages selon le type de structure, les modèles peuvent estimer que si la même éruption se reproduisait en 2010, son effet serait proportionnellement plus grand à cause de l'augmentation de la population, de la valeur des propriétés et de leur complexité. Cette enquête a également permis d'améliorer les techniques de construction dans les zones à risque. Par exemple, les écoles avaient particulièrement été frappées et les experts se sont rendu compte que les salles de classe donnant sur les murs externes et les gymnases, avec leur large toit, étaient particulièrement vulnérables à l'effondrement alors que les corridors internes étaient les endroits les plus sûrs.

## Études ultérieures

Boucle des images du satellite météorologique montrant l'évolution de l'évènement

Une étude faite on octobre 1975, par Hoxit et Chappell, et une autre de 2004 par Stephen Corfidi et al., du Storm Prediction Center américain, ont conclu que cinq facteurs ont contribué à cet évènement exceptionnel,. Premièrement, le courant-jet d'ouest à travers les Grandes Plaines américaines a permis de développer une importante dépression.
Ensuite, l'humidité venant du Golfe du Mexique s'était retrouvée capturée à bas niveau par une inversion de température aux niveaux moyens qui a pu être brisée par le réchauffement de l'après-midi et l'arrivée simultanée d'un front froid et d'un front de point de rosée : le tout est similaire à un couvercle sur une marmite qui est soudainement retiré. La circulation rapide du sud-ouest de bas niveau avait également permis de diffuser l'air humide à grande distance de sa source tout en prévenant la formation de lignes de grain. Des ondes de gravité dans la circulation atmosphérique avaient permis d'initier la convection. Dernièrement, le tout était très bien synchronisé avec le cycle de réchauffement diurne.
Bien que l'ensemble de ces facteurs se retrouvent dans les éruptions de tornades en général, c'est leur superposition et leur intensité qui a amplifié les effets. Dans l'étude de 2004, un modèle de prévision numérique du temps récent a été utilisé pour simuler le déroulement du Super Outbreak : les résultats se rapprochent de la réalité à l'échelle synoptique du développement général, mais n'a pas encore réussi à simuler parfaitement l'initiation et l'évolution de tous les orages. Il existe donc encore des points d'incertitude sur les circonstances exactes de la genèse de cette éruption, catastrophe naturelle sans précédent connu.

### Documentaires télévisés
- Tornade infernale, 17e épisode de la 3e saison de La Minute de vérité sur National Geographic Channel et sur Direct 8.